# 배스커빌가의 개 (2002년 영화)
배스커빌가의 개(The Hound Of The Baskervilles)는 영국에서 제작된 데이빗 앳우드 감독의 2002년 모험, 드라마, 미스터리, 공포 영화이다. 리차드 록스버그 등이 주연으로 출연하였고 크리스토퍼 홀 등이 제작에 참여하였다.

## 출연

### 주연
- 리차드 록스버그
- 이안 하트

### 조연
- 리차드 E. 그랜트
- 맷 데이
- 존 네틀스
- 제라르딘 제임스
- 네브 맥킨토시
- 론 쿡
- 리자 타벅
- 폴 킨맨
- 대니 웹
- 리처드 하울리
- 짐 노튼
- 데이빗 맥닐
- 카스퍼 자퍼
- 스테판 비샌트
- 말콤 쉴즈
- 톰 프리만
- 에디 브리테인
- 숀 보루
- 피터 로버츠

## 제작진
- 원작자: 아서 코난 도일
- Line PD: 루퍼트 라일-호지스
- 미술: 도널 우즈
- 의상: 제임스 키스트
- 공동기획: 앨런 큐빗
- 배역: 자니 포더길